# Albert Blombergsson

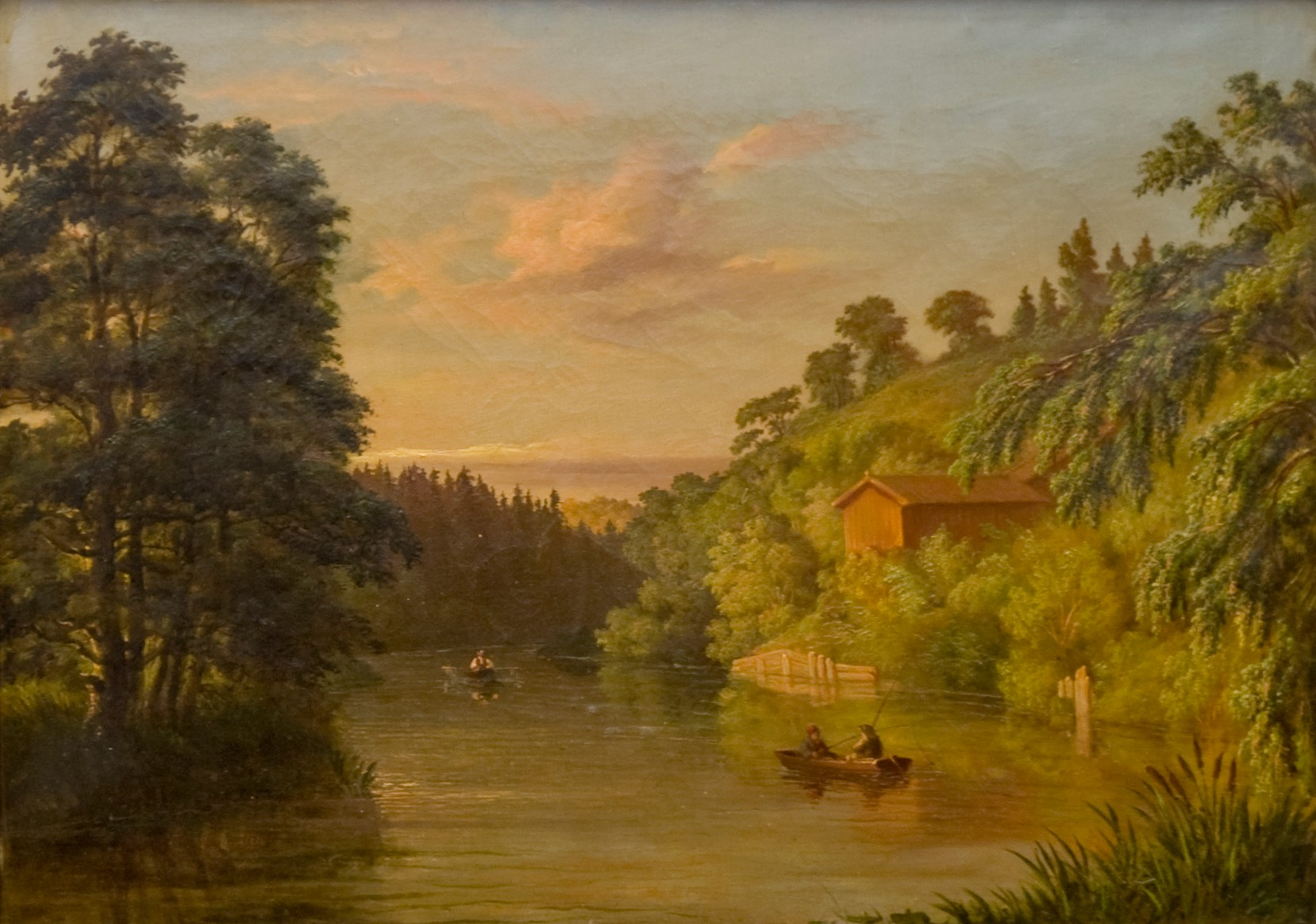
Insjölandskap (1860) av Albert Blombergsson

Svante Albert Blombergsson, född 21 april 1810 i Hanebo, död 23 februari 1875 i Mamre i Söderhamns stad, var en svensk målarmästare och konstnär. 
Blombergsson var målarmästare enligt den gamla skråordningen och konstnär efter utbildning vid Konstakademien under professor Fredric Westin. Han studerade även under Pehr Wallander och blev på så vis bekant med sonen Josef Wilhelm Wallander. Han hade sin verkstad i Söderhamn och utförde flera altartavlor och blev känd för romantiska landskapsmålningar i olja av hälsingeidyller. Altartavlor av Blombergsson finns i Hanebo, Alfta, Arbrå, Undersvik, Bjuråker, Norrbo, Bergsjö, Ilsbo och Rogsta kyrkor. Blombergsson är representerad vid Nationalmuseum, Hallwylska museet, Vänersborgs museum, Hälsinglands museum och Bohusläns museum.